# Министър-председател на Косово
Министър-председателят на Косово (на албански: Kryeministri i Kosovës) е глава на правителството в страната.
Назначава се от президента на страната.

## Министър-председатели
| #   | Име             | Мандат      | Политическа партия           |
| --- | --------------- | ----------- | ---------------------------- |
| 1.  | Байрам Реджепи  | 2002 – 2004 | Демократическа партия        |
| 2.  | Рамуш Харадинай | 2004 – 2005 | Алианс за бъдещето на Косово |
| 3.  | Адем Салихай    | 2005 – 2005 | Демократическа лига          |
| 4.  | Байрам Косуми   | 2005 – 2006 | Парламентарна партия         |
| 5.  | Агим Чеку       | 2006 – 2008 | независим                    |
| 6.  | Хашим Тачи      | 2008 – 2014 | Демократическа партия        |
| 7.  | Иса Мустафа     | 2014 – 2017 | Демократическа лига          |
| 8.  | Рамуш Харадинай | 2017 – 2020 | Алианс за бъдещето на Косово |
| 9.  | Албин Курти     | 2020 – 2020 | Самоопределение              |
| 10. | Авдула Хоти     | 2020 – 2021 | Демократическа лига          |
| 11. | Албин Курти     | 2021 –      | Самоопределение              |